# Ангелрода
Ангелрода (њем. Angelroda) општина је у њемачкој савезној држави Тирингија. Једно је од 44 општинска средишта округа Илм. Посједује регионалну шифру (AGS) 16070003.

## Географија
Место се налази на надморској висини од 385 метара. Површина општине износи 4,9 km². У општини живи 419 становника. Просјечна густина становништва износи 85 становника/km².